# المقابسات (كتاب)
المُقابسات هو إحدى كُتب أبو حيان التوحيدي. يُعتبر من أهم الكتب التي ألّفها التوحيدي وأكثرها تميزًا، فهو أقرب إلى أن يكون كتابًا فلسفيًا متخصصًا يؤرّخ فترة خصبة من تاريخ الفلسفة العربية الإسلامية في القرن الرابع الهجري.

## التسمية
المقابسات مشتقة من فعل قبَسَ، يُقال: «يقبس قبسًا، ومنها قبس من نارًا فأقبسه: أي أعطاه منها»... ومعنى المُقابسات أن يشترك اثنان أو أكثر في محاورة علمية أو فلسفية فيقبس أحدهما العلم والمعرفة من الآخر ويعطيه ما عنده منها. والظاهر أن التوحيدي تجاوز هذا التعريف فلم يعد محتوى الكتاب مقابسات تجري بين طرفين، بل محاورات وآراء واختيارات ومقالات ومحاضرات وأمال وضبوط جلسات ضمت إلى بعضها دون ترتيب أو تبويب فشكّلت مادة الكتاب المذكور.

## المؤلف
أبو حيان التوحيدي (310 - 414 هـ / 922 - 1023 م) فيلسوف متصوف، وأديب بارع، من أعلام القرن الرابع الهجري، عاش أكثر أيامه في بغداد وإليها ينسب.